# Túnica albugínea testicular

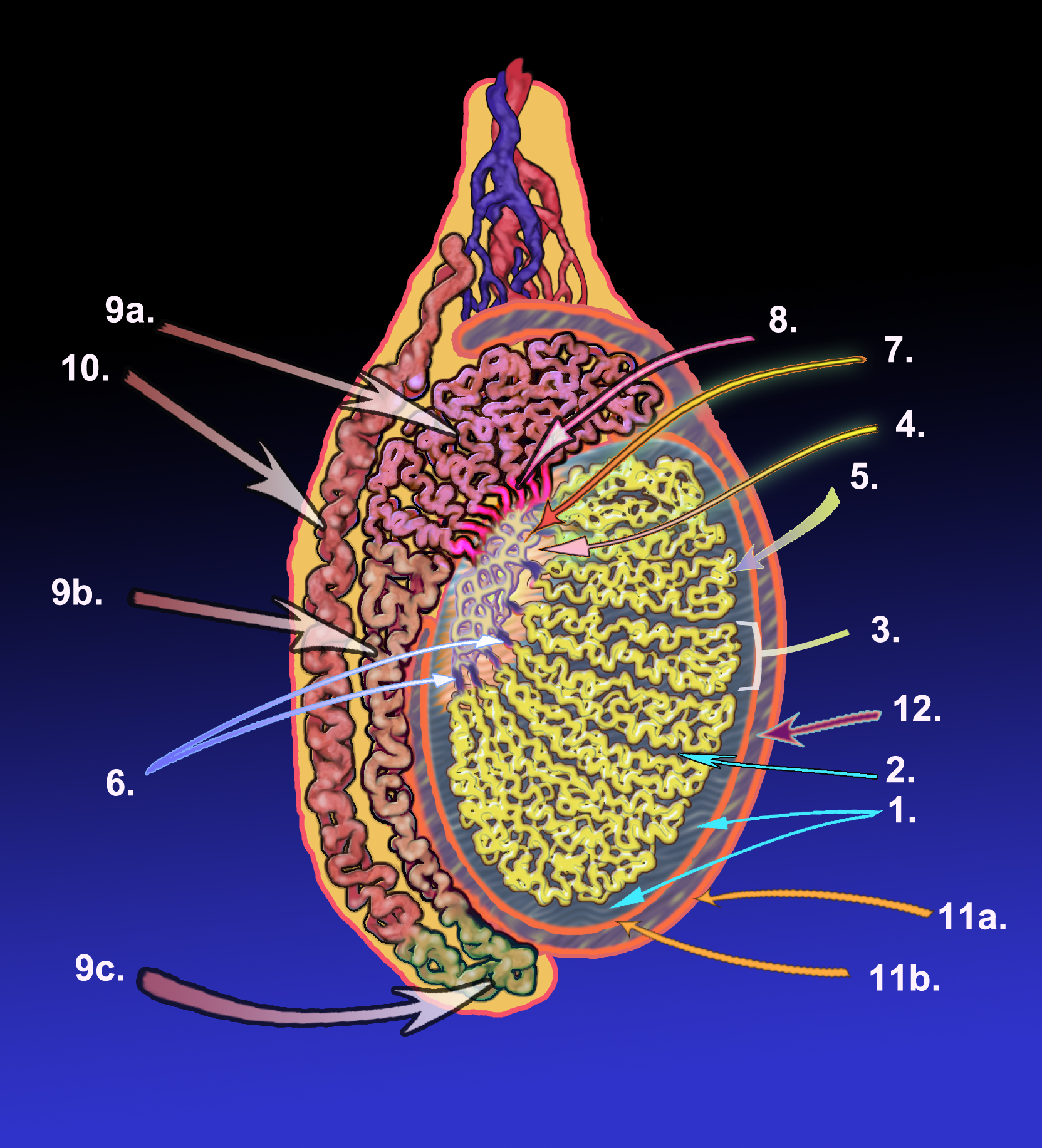
Diagrama de los componentes principales de un testículo humano adulto, incluyendo los siguientes ítems numerados: 1. Tunica albuginea, 2. Septula testis, 3. Lobulus testis, 4. Mediastinum testis, 5. Tubuli seminiferi contorti, 6. Tubuli seminiferi recti, 7. Rete testis, 8. Ductuli efferentes testis, 9a. Cabeza del epididimo, 9b. Cuerpo del epididimo, 9.c Cola del epididimo,10. Vas deferens, 11a. Tunica vaginalis (parietal), 11b. Tunica vaginalis (visceral), y 12. Cavidad de la tunica vaginalis.

La túnica albugínea es una cubierta fibrosa de los testículos. Es una membrana densa de color azul-gris, compuesta por haces de tejido conectivo fibroso blanco, del que deriva su nombre albugínea, que se entrelaza en todas las direcciones.
La túnica albugínea está cubierta por la túnica vaginal, excepto en los puntos de fijación del epidídimo a los testículos, y a lo largo de su borde posterior, donde los vasos espermáticos entran en la glándula.
La túnica albugínea se une a la túnica vasculosa sobre la sustancia glandular de los testículos y, en su borde posterior, se refleja en el interior de la glándula, formando un tabique vertical incompleto, llamado testículo mediastínico (corpus Highmori).